# 8942 Takagi
8942 Takagi è un asteroide della fascia principale. Scoperto nel 1997, presenta un'orbita caratterizzata da un semiasse maggiore pari a 2,7357119 UA e da un'eccentricità di 0,0817723, inclinata di 4,37502° rispetto all'eclittica.